# Croix de Chandry
La croix de Chandry est située au hameau de « Chandry » sur la commune de Beauce la Romaine dans le Loir-et-Cher.

## Présentation
La Croix de Chandry est une croix de chemin, datant du XVe siècle, fabriquée d'un seul bloc de pierre. On y retrouve, d'un côté, un Christ crucifié, et de l'autre une Vierge à l'enfant.
Elle est classée monument historique depuis le 2 février 1962.